# III liga polska w piłce nożnej, grupa dolnośląsko-lubuska (2012/2013)
III liga, grupa dolnośląsko-lubuska, sezon 2012/2013 – 5. edycja rozgrywek czwartego poziomu ligowego piłki nożnej mężczyzn w Polsce po reorganizacji lig w 2008 roku. Bierze w niej udział 16 drużyn z województwa dolnośląskiego i województwa lubuskiego. Walczą one o miejsce premiowane awansem do grupy zachodniej II ligi. Ostatnie zespoły spadają odpowiednio do grup: dolnośląskiej i lubuskiej IV ligi. Opiekunem ligi jest Lubuski Związek Piłki Nożnej. 
Sezon ligowy rozpoczął się w 4 sierpnia 2012 roku, a ostatnie mecze rozegrane zostaną w czerwcu 2013 roku.

## Zasady rozgrywek
Zmagania w lidze toczą się systemem kołowym w dwóch rundach – jesiennej i wiosennej. Każda z drużyn rozgrywa z pozostałymi po 2 mecze. Zwycięzca otrzymuje automatyczny awans do II ligi (grupa zachodnia). Do ligi awansuje mistrz i wicemistrz IV ligi z grupy dolnośląskiej oraz mistrz i wicemistrz IV ligi z grupy lubuskiej. Drużyny, które po zakończeniu rozgrywek zajmą w tabeli odpowiednio 14, 15 i 16 miejsce, spadają do właściwej terytorialnie IV ligi i będą w kolejnym sezonie występować w IV lidze. Liczba drużyn spadających z III ligi ulega zwiększeniu o liczbę drużyn, które spadną z II ligi zgodnie z przynależnością terytorialną do Dolnośląskiego lub Lubuskiego ZPN.
Drużyna, które zrezygnuje z uczestnictwa w rozgrywkach, degradowana jest o 2 klasy rozgrywkowe i przenoszona na ostatnie miejsce w tabeli (jeśli rozegrała przynajmniej 50% spotkań sezonu; wtedy mecze nierozegrane weryfikowane są jako walkowery 0:3 na niekorzyść drużyny wycofanej) lub jej wyniki zostają anulowane. Z rozgrywek eliminowana – i również degradowana o 2 klasy rozgrywkowe – jest drużyna, która nie rozegra z własnej winy 3 spotkań sezonu.
Kolejność w tabeli ustala się według liczby zdobytych punktów. W przypadku uzyskania równej liczby punktów przez dwie drużyny, o zajętym miejscu decydują:
a) liczba zdobytych punktów w spotkaniach bezpośrednich,
b) korzystniejsza różnica między zdobytymi i utraconymi bramkami w spotkaniach bezpośrednich,
c) przy uwzględnieniu reguły UEFA, że bramki strzelone na wyjeździe liczone są podwójnie, korzystniejsza różnica między zdobytymi i utraconymi bramkami w spotkaniach bezpośrednich,
d) korzystniejsza różnica bramek we wszystkich spotkaniach z całego cyklu rozgrywek,
e) większa liczba bramek zdobytych we wszystkich spotkaniach z całego cyklu.
W przypadku, gdy dwoma zespołami o jednakowej liczbie punktów są zespoły, których kolejność decyduje o awansie lub spadku, stosuje się wyłącznie zasady określone w punktach a, b i c, a jeżeli one nie rozstrzygną kolejności, zarządza się spotkanie barażowe na neutralnym boisku, wyznaczonym przez Wydział Gier PZPN.
Przy więcej niż dwóch zespołach przeprowadza się dodatkową punktację pomocniczą spotkań wyłącznie między zainteresowanymi drużynami, kierując się kolejno zasadami podanymi punktach a, b, c, d oraz e.
| Uczestnicy sezonu 2011/2012                                                                                   | Uczestnicy sezonu 2011/2012   | Uczestnicy sezonu 2011/2012 | Uczestnicy sezonu 2011/2012 |
| --- | ----------------------------- | --------------------------- | --------------------------- |
| PRŻ | Promień Żary                  | 2                           |                             |
| UZG | UKP Zielona Góra              | 3                           |                             |
| KWR | KS Bystrzyca Kąty Wrocławskie | 4                           |                             |
| PSŚ | Polonia/Sparta Świdnica       | 5                           |                             |
| PTR | Polonia Trzebnica             | 6                           |                             |
| ILR | Ilanka Rzepin                 | 7                           |                             |
| OZŚ | Orzeł Ząbkowice Śląskie       | 8                           |                             |
| LDZ | Lechia Dzierżoniów            | 9                           |                             |
| OMR | Orzeł Międzyrzecz             | 10                          |                             |
| BIE | Bielawianka Bielawa           | 11                          |                             |
| PRO | Prochowiczanka Prochowice     | 12                          |                             |
| POG | Pogoń Świebodzin              | 13                          |                             |
| Awans z II ligi zachodniej                                                                                    |                               |                             |                             |
| OŁA | MKS Oława                     | 1                           |                             |
| Awans z IV ligi 2011/2012                                                                                     |                               |                             |                             |
| grupa dolnośląska                                                                                             |                               |                             |                             |
| ŚLZ | Ślęza Wrocław                 | 1                           |                             |
| FHG | Foto-Higiena Gać              | 2                           |                             |
| grupa lubuska                                                                                                 |                               |                             |                             |
| SPR | Sprotavia Szprotawa           | 1                           |                             |
| PKN | Piast Karnin                  | 2                           |                             |
| Oznaczenia: - kolumna pierwsza – skróty nazw drużyn, - kolumna trzecia – miejsce zajęte w poprzednim sezonie. |                               |                             |                             |

Objaśnienia:
1. Lechia Zielona Góra połączyła się z UKP Zielona Góra[3]

## Tabela
| Lp. | Drużyna                       | M  | Z  | R  | P  | Bramki | Bramki | Różn. | Pkt | Uwagi             | Bezpośrednio |
| --- | ----------------------------- | -- | -- | -- | -- | ------ | ------ | ----- | --- | ----------------- | ------------ |
| 1   | UKP Zielona Góra              | 30 | 26 | 2  | 2  | 91     | 22     | +69   | 80  | Awans do II ligi  |              |
| 2   | Ślęza Wrocław                 | 30 | 24 | 3  | 3  | 88     | 16     | +72   | 75  |                   |              |
| 3   | Lechia Dzierżoniów            | 30 | 16 | 7  | 7  | 58     | 29     | +29   | 55  |                   |              |
| 4   | Prochowiczanka Prochowice     | 30 | 13 | 7  | 10 | 47     | 36     | +11   | 46  |                   |              |
| 5   | Ilanka Rzepin                 | 30 | 13 | 6  | 11 | 50     | 47     | +3    | 45  |                   |              |
| 6   | Foto-Higiena Gać              | 30 | 12 | 8  | 10 | 44     | 46     | −2    | 44  |                   |              |
| 7   | Bielawianka Bielawa           | 30 | 11 | 10 | 9  | 46     | 42     | +4    | 43  |                   |              |
| 8   | Pogoń Świebodzin              | 30 | 11 | 9  | 10 | 54     | 47     | +7    | 42  |                   |              |
| 9   | Promień Żary                  | 30 | 11 | 7  | 12 | 43     | 61     | −18   | 40  |                   |              |
| 10  | Piast Karnin                  | 30 | 12 | 4  | 14 | 42     | 42     | 0     | 40  |                   |              |
| 11  | KS Bystrzyca Kąty Wrocławskie | 30 | 10 | 6  | 14 | 38     | 41     | −3    | 36  |                   |              |
| 12  | Polonia/Sparta Świdnica       | 30 | 8  | 10 | 12 | 45     | 49     | −4    | 34  |                   |              |
| 13  | Polonia Trzebnica             | 30 | 9  | 4  | 17 | 40     | 66     | −26   | 31  |                   |              |
| 14  | Orzeł Ząbkowice Śląskie       | 30 | 8  | 4  | 18 | 47     | 64     | −17   | 28  | Spadek do IV ligi |              |
| 15  | Sprotavia Szprotawa           | 30 | 7  | 6  | 17 | 32     | 47     | −15   | 27  | Spadek do IV ligi |              |
| 16  | Orzeł Międzyrzecz             | 30 | 1  | 3  | 26 | 15     | 125    | −110  | 6   | Spadek do IV ligi |              |

## Wyniki
| Gospodarz \ Gość              | BIE | FHG | ILR | LDZ | KWR | OMR  | OZŚ | PKN | POG | PSŚ | PTR | PRO | PRŻ | SPR   | ŚLZ | UZG |
| Bielawianka Bielawa           |     | 3:0 | 1:1 | 0:0 | 0:0 | 3:1  | 1:1 | 2:1 | 1:1 | 0:5 | 3:0 | 2:2 | 3:0 | 5:2   | 0:1 | 0:4 |
| Foto-Higiena Gać              | 2:2 |     | 2:2 | 2:2 | 0:0 | 5:0  | 7:0 | 1:0 | 4:2 | 2:1 | 0:2 | 1:2 | 0:3 | 0:0   | 0:3 | 0:1 |
| Ilanka Rzepin                 | 1:1 | 5:1 |     | 1:0 | 3:0 | 5:0  | 0:2 | 2:1 | 1:2 | 1:1 | 3:2 | 2:1 | 2:1 | 1:0   | 1:3 | 1:0 |
| Lechia Dzierżoniów            | 3:2 | 1:2 | 2:2 |     | 3:1 | 5:0  | 0:2 | 3:0 | 2:0 | 2:1 | 4:2 | 4:1 | 7:0 | 4:0   | 1:1 | 1:1 |
| KS Bystrzyca Kąty Wrocławskie | 0:0 | 1:2 | 0:3 | 1:2 |     | 5:0  | 2:1 | 2:1 | 0:2 | 1:3 | 3:1 | 2:0 | 5:0 | 0:2   | 0:3 | 0:0 |
| Orzeł Międzyrzecz             | 0:4 | 0:1 | 4:1 | 1:3 | 0:5 |      | 0:4 | 0:4 | 0:5 | 1:1 | 1:1 | 1:4 | 0:2 | 1:1   | 0:6 | 1:7 |
| Orzeł Ząbkowice Śląskie       | 1:3 | 1:3 | 0:2 | 1:3 | 0:1 | 3:0  |     | 1:2 | 2:5 | 2:2 | 1:4 | 1:1 | 6:0 | 3:1   | 0:2 | 1:2 |
| Piast Karnin                  | 1:0 | 0:2 | 1:1 | 0:1 | 3:1 | 4:1  | 1:2 |     | 2:1 | 3:0 | 3:1 | 2:1 | 2:2 | 1:0   | 1:2 | 1:4 |
| Pogoń Świebodzin              | 1:1 | 0:1 | 3:0 | 2:0 | 3:3 | 5:0  | 2:2 | 2:0 |     | 1:1 | 3:0 | 0:2 | 3:1 | 1:1   | 0:2 | 1:6 |
| Polonia/Sparta Świdnica       | 0:2 | 1:1 | 3:1 | 0:0 | 3:1 | 6:0  | 2:5 | 1:1 | 0:0 |     | 1:0 | 0:3 | 3:2 | 0:3wo | 3:1 | 1:3 |
| Polonia Trzebnica             | 1:2 | 1:1 | 2:1 | 0:3 | 1:1 | 3:1  | 5:1 | 0:2 | 1:3 | 3:2 |     | 1:0 | 1:2 | 2:0   | 2:9 | 1:7 |
| Prochowiczanka Prochowice     | 4:0 | 3:0 | 3:1 | 1:1 | 0:2 | 7:0  | 1:0 | 0:3 | 0:0 | 1:1 | 3:0 |     | 2:2 | 2:0   | 1:0 | 0:2 |
| Promień Żary                  | 1:0 | 3:3 | 3:2 | 1:0 | 0:1 | 2:0  | 2:1 | 0:0 | 5:4 | 3:0 | 2:3 | 0:0 |     | 2:2   | 0:4 | 0:3 |
| Sprotavia Szprotawa           | 1:2 | 0:1 | 1:2 | 0:1 | 1:0 | 6:1  | 3:1 | 3:1 | 1:1 | 0:0 | 1:0 | 1:3 | 1:2 |       | 0:3 | 0:1 |
| Ślęza Wrocław                 | 5:2 | 2:0 | 4:0 | 3:0 | 2:0 | 7:0  | 2:1 | 3:0 | 4:0 | 2:1 | 1:1 | 6:0 | 2:2 | 2:0   |     | 2:0 |
| UKP Zielona Góra              | 3:1 | 5:0 | 3:2 | 1:0 | 2:0 | 10:1 | 5:1 | 3:1 | 4:1 | 4:2 | 2:1 | 1:0 | 1:0 | 4:1   | 2:1 |     |

Źródło: 
Objaśnienia:
1Drużyna gospodarzy jest wymieniona po lewej stronie tabeli.
Kolory: zielony – zwycięstwo gospodarzy, żółty – remis, różowy – zwycięstwo gości.
Mistrz jesieni 2012/2013: UKP Zielona Góra
Awans do II ligi, grupa zachodnia: UKP Zielona Góra
Spadek do IV ligi: Orzeł Ząbkowice Śląskie, Sprotavia Szprotawa, Orzeł Międzyrzecz